# کووپی
کووپی (به چکی: Koupě) یک منطقهٔ مسکونی در جمهوری چک است که در ناحیه پریبرام واقع شده‌است.